# Архиепархия Оничи
Архиепархия Оничи (лат. Archidioecesis Onitshanus) — архиепархия Римско-Католической церкви c центром в городе Онича, Нигерия. В митрополию Оничи входят епархии епархии Абакалики, Авгу, Авки, Нневи, Нсукки, Энугу. Кафедральным собором архиепархии Оничи является собор Пресвятой Троицы.

## История
25 июля 1889 года Святой Престол учредил апостольскую префектуру Нигера, выделив её из апостольского викариата Берега Бенина (сегодня — Архиепархия Лагоса).
16 апреля 1920 года Римский папа Бенедикт XV издал бреве «Quae catholico», которым преобразовал апостольскую префектуру Нигера в апостольский викариат Южной Нигерии.
9 июля 1934 года Римский папа Пий XI издал буллу «Ad enascentis», которой передал часть территории апостольского викариата Южной Нигерии в пользу возведения новых апостольских префектур Бенуэ (сегодня — Епархия Макурди) и Калабара (сегодня — Архиепархия Калабара). В этот же день апостольский викариат Южной Нигерии был переименован в апостольский викариат Оничи-Оверри.
12 апреля 1948 года апостольский викариат был разделён на две части: апостольский виакариат Оничи и апостольский викариат Оверри (сегодня — Архиепархия Оверри).
18 апреля 1950 года Римский папа Пий XII издал буллу «Laeto accepimus», которой возвёл апостольский викариат Оничи в ранг архиепархии.
В следующие годы архиепархия Оничи передала часть своей территории в пользу возведения новых церковных структур:
- 12 ноября 1962 года — епархии Энугу;
- 10 ноября 1977 года — епархии Авки;
- 9 ноября 2001 года — епархии Нневи.

## Ординарии архиепархии
- епископ Joseph Lutz (1889—1895);
- епископ Léon-Alexander Lejeune (1900—1905);
- епископ Joseph Shanahan (1905—1931);
- епископ Charles Heerey (1931—1950);
- архиепископ Charles Heerey (1950—1967);
- архиепископ Фрэнсис Аринзе (26.06.1967—9.03.1985), кардинал с 25.05.1985;
- архиепископ Стефан Нвеке Эзеанья (9.03.1985—25.02.1995);
- архиепископ Альберт Канене Обефуна (25.02.1995 — 1.09.2003);
- архиепископ Валериан Океке (1.09.2003 — по настоящее время).

## Источник
- Annuario Pontificio, Libreria Editrice Vaticana, Città del Vaticano, 2003, ISBN 88-209-7422-3
- Бреве Ad enascentis, AAS 27 (1935), стр. 323 Архивная копия от 5 октября 2018 на Wayback Machine  (лат.)
- Булла Laeto accepimus, AAS 42 (1950), стр. 615 Архивная копия от 27 марта 2010 на Wayback Machine  (лат.)